# Arktyczne wzmocnienie
Arktyczne wzmocnienie (ang. Arctic amplification) – zjawisko polegające na przyśpieszonym w porównaniu z resztą świata ogrzewaniu się okolic bieguna północnego (Arktyki) w przypadku ocieplania się globalnego klimatu Ziemi. 
Arktyczne wzmocnienie jest efektem dodatniego sprzężenia zwrotnego łączącego zasięg lodu morskiego z temperaturą (ang. ice-albedo feedback). W miarę wzrostu średniej temperatury, zasięg lodu morskiego w Arktyce kurczy się, odsłaniając wody Oceanu Arktycznego. Oznacza to zastąpienie efektywnie rozpraszającej promieniowanie słoneczne (mającej wysokie albedo) powierzchni lodu pokrytego śniegiem, powierzchnią płynnej wody, która efektywnie to promieniowanie pochłania (ma niskie albedo). W rezultacie rośnie ilość energii słonecznej pochłanianej przez powierzchnię Ziemi w tym rejonie świata, a więc i średnia temperatura.  